# Noire de Milmort
La Noire de Milmort était une variété ancienne de fraise (Fragaria × ananassa Duch.), d’origine inconnue, cultivée à Milmort (Belgique) depuis 1912. Elle semble avoir disparu.

## Caractéristiques
La Noire de Milmort avait beaucoup de ressemblances avec les variétés 'Docteur Morère' et 'Laxton Noble'.
Les fruits étaient très grands, rouge foncé, en forme de crête de coq. Ils étaient pour la plupart fissurés au milieu. La chair était rouge foncé, juteuse, très douce et légèrement acide. C’était une espèce à moitié tardive avec un grand rendement. Elle préférait un terrain assez lourd. 
Les aspects négatifs étaient la dégénérescence assez rapide de la variété et le fait qu’elle était difficile à transporter.

## Production fraisière à Milmort
Etant dans la grande banlieue Liégeoise, Milmort livrait fruits et primeurs à la ville. En 1958, 9 producteurs de fraises de Milmort faisaient partie de la coopérative de Vottem, qui était le centre de la production de fraises dans l'agglomération.

## Synonymes
Il se pourrait que cette variété soit la même que la Merveilleuse de Vottem.